# Adamson (inslagkrater)
Adamson is een inslagkrater op Venus. Adamson werd in 1994 genoemd naar de Brits-Oostenrijkse naturalist en auteur Joy Adamson.
De krater heeft een diameter van 22,1 kilometer en bevindt zich in het quadrangle Alpha Regio (V-32).